# Metti la nonna in freezer
Metti la nonna in freezer è un film del 2018 diretto da Giancarlo Fontana e Giuseppe G. Stasi.
La pellicola ha come protagonisti Fabio De Luigi e Miriam Leone.

## Trama
Claudia è una giovane restauratrice da tempo in crisi lavorativa, che per tirare avanti è costretta a fare affidamento unicamente sulle finanze dell'anziana nonna Birgit. All'improvvisa morte di quest'ultima, per evitare la bancarotta, la ragazza, insieme alle sue amiche e colleghe Rossana e Margie, arriva alla drastica decisione di nascondere e conservare il cadavere della nonna nel freezer, pianificando una truffa per continuare a incassarne la pensione.
La situazione degenera quando nella vita di Claudia fa capolino Simone, un maldestro ma incorruttibile maresciallo della Guardia di Finanza, il quale dopo una delusione d'amore si è gettato a capofitto nel lavoro, divenendo per questo l'incubo dei suoi colleghi a causa della sua solerzia; questi, anche per distrarlo da più intense vicende lavorative, gli sottopongono il caso di Claudia, all'apparenza un normale controllo di routine. Fatto sta che Simone s'innamora a prima vista, cominciando a corteggiare assiduamente la ragazza senza sospettare minimamente della truffa; al contrario, Claudia teme che l'uomo stia prima di tutto indagando su di lei, portandola così, insieme alle amiche, a escogitare vari stratagemmi per tenere nascosta la verità sulla nonna.
A complicare le vicende si inserisce Augusto, un uomo anziano con cui Birgit ha intrapreso una relazione extraconiugale, il quale è venuto a comunicarle (in realtà a Claudia travestita) di essere finalmente diventato vedovo, ma Claudia lo allontana. Pochi minuti dopo arriva Simone: costui ha intuito che Claudia abbia sofferto per l'assenza emotiva della madre e ne vuole parlare alla nonna (che crede viva), e si sfoga proprio con Claudia, ancora truccata dall'incontro con Augusto. Le parole dette da Simone fanno finalmente invaghire Claudia, i due si mettono insieme e dopo pochi mesi lei rimane incinta.
Nel frattempo, la squadra di Simone sta per arrestare il noto latitante Giorgio Lavecchia (che alla fine si rivelerà essere il nuovo compagno di Rossana), ma la rivalità con la squadra di Rambaudo lo fa scappare. Inizia una caccia all'uomo che coinvolge anche le tre protagoniste, le quali stanno trasportando il corpo della nonna a casa di Rossana, seduto su una carrozzina. Il cadavere, però, cade dal furgone, passa davanti agli occhi di Augusto, che imperterrito attende da giorni per parlare con Birgit, e finisce in un bosco. Simone spiega alle tre donne di aver capito da tempo la verità su nonna Birgit; Claudia, Margie e Rossana rischiano dunque di essere arrestate, ma Simone è indeciso se chiudere un occhio, visto lo stato interessante della sua compagna: alla fine cede e riesce a ritrovare il cadavere e riportarlo in casa.
La vicenda si conclude con il funerale di Augusto, morto di crepacuore per aver visto l'amata Birgit morta, e l'indecisione da parte del gruppo se scongelare la nonna e darle la giusta sepoltura o mantenerla congelata, riscuotendo la sua pensione per pagare sia l'azienda di Claudia sia le spese del bambino in arrivo.

## Produzione
Le riprese del film sono avvenute nell'estate del 2017 tra Roma e altre località del Lazio come Ceri e Sutri.

## Distribuzione
La pellicola  è uscita nelle sale cinematografiche il 15 marzo 2018.

## Accoglienza

### Incassi
Il film ha debuttato nelle sale italiane incassando circa 1,3 milioni di euro nel primo fine settimana di programmazione; in totale, ha raggiunto i 3,3 milioni di incasso.

## Riconoscimenti
- 2018 - Nastro d'argento[6]
  - Candidatura al miglior film commedia a Giancarlo Fontana e Giuseppe G. Stasi
  - Candidatura alla miglior attrice in una commedia a Miriam Leone
  - Candidatura alla miglior attrice in una commedia a Barbara Bouchet